# Literatura francuska

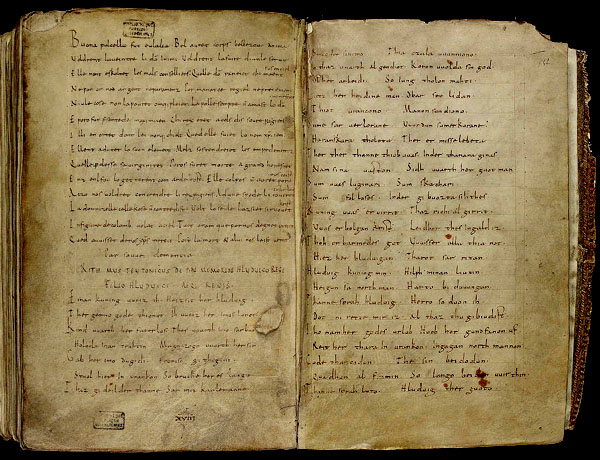
rękopis Sekwencji o św. Eulalii (881–882), zbiory Biblioteki w Valenciennes

Literatura francuska (fr. littérature française) – termin obejmujący ogół dzieł literackich napisanych w języku francuskim lub w innych językach i dialektach tradycyjnie używanych na terenie Francji (np. gwary alzackie, języki: baskijski, bretoński, oksytański, waloński). Zdaniem badaczy, historia literatury francuskiej ma swój początek w starofrancuskim średniowieczu, kiedy to powstały pierwsze teksty literatury pięknej pisane w języku starofrancuskim.

## Historia

### Średniowieczna literatura francuska
Najstarszym współcześnie znanym tekstem napisanym w języku starofrancuskim są przysięgi strasburskie z 842 r., a pierwszym zachowanym tekstem literackim w tym języku jest prawdopodobnie wiersz Sekwencja o świętej Eulalii (881–882).  
W średniowieczu powstały teksty nie tylko w języku starofrancuskim, ale także w innych językach późniejszego Królestwa Francji, np.: oksytańskim (pierwszy znany tekst literacki to wiersz Tomida femina z X wieku) i bretońskim (najstarszym tekstem zapisanym w starobretońskim jest tzw. Manuskrypt z Lejdy).
Jednocześnie rozwijały się nowe formy i gatunki. Do najważniejszych z nich należy chansons de geste (pieśni czynu). Były to utwory wykonywane przez truwerów czy trubadurów. Reprezentatywną dla tego gatunku jest starofrancuska Pieśń o Rolandzie. Podobne utwory tworzono również w innych językach, np. w oksytańskim (przykładem jest dwunastowieczny poemat epicki Daurel e Betó).
Ważnym motywem pojawiającym się w tym okresie jest koncepcja tzw. miłości dworskiej. Przykładem jest pochodzący z początku XIII wieku poemat Opowieść o Róży.
Jednym z najważniejszych autorów romansów dworskich był Chrétien de Troyes, autor niedokończonej powieści Percewal z Walii, czyli Opowieść o Graalu i wielu tekstów nawiązujących do legend arturiańskich. Innym utworem realizującym ideę miłości dworskiej jest legenda o Tristanie i Izoldzie. Do tradycji arturiańskich nawiązywała też w swoich lais Marie de France.
W XII i XIII wieku powstał cykl Powieść o Lisie, zbiór satyrycznych wierszowanych opowieści o rozumnych zwierzętach. Cykl historii opowiada o przygodach lisa Renarta. Akcja jest osadzona w królestwie zwierząt, które ma cechy państwa feudalnego. Utwór zyskał znaczną popularność w średniowiecznej Europie i był kontynuowany m.in. w Niemczech i Niderlandach.
Paryski poeta XIII wieku, Rutebeuf, w swoich utworach stawiał w kontraście słabość ludzką i biedę z wartościami dworskimi. Inny poeta, François Villon, bywa zaliczany do grona tzw. poetów wyklętych.
Pierwsze francuskojęzyczne kroniki pochodzą z XII wieku i opisują krucjaty – przykładem jest żywot Ludwika IX napisany przez Jeana de Joinville. Ważnym tekstem pozostają również Kroniki Jeana Froissarta.

### Szesnastwowieczna literatura francuska
Początki renesansu we Francji najwcześniej były widoczne w Lyonie. Za promotora odnowy artystycznej i literackiej na szerszą skalę uznaje się króla Franciszka I, który po kampanii wojskowej w Italii zainteresował się sztuką i kulturą epoki renesansu.
Literatura francuska w XVI wieku wyraźnie odzwierciedlałą ideę humanizmu. Twórcy francuscy zaczęli na nowo odkrywać teksty epok minionych: greckie, łacińskie, hebrajskie. Niezwykle ceniona przez twórców była wiedza klasyczna, a szczególnym zainteresowaniem cieszyły się koncepcje epikurejskie. Postulowano odnowę form i tematów artystycznych.
W poezji ważnymi autorami byli: Clément Marot, Jean de Sponde, Agrippa d’Aubigné czy poeci Plejady (między innymi Pierre de Ronsard i Joachim du Bellay). Autorami najważniejszych powieści tego okresu byli Rabelais i Małgorzata z Nawarry.
Próby Montaigne’a to jedno z pierwszych francuskojęzycznych dzieł autobiograficznych. Montaigne, obok Francisa Bacona, jest uznawany za twórcę eseju. Utwór łączy w sobie treści filozoficzne i biograficzne. Montaigne ukazuje nastroje, jakie panowały w epoce mu współczesnej – opisuje atmosferę wojen religijnych oraz tych, które toczyły się w związku z sukcesją dynastyczną.

### Siedemnastowieczna literatura francuska
XVII wiek to czas dwóch ważnych prądów literackich: klasycyzmu i baroku. Niektórzy autorzy, jak Pierre Corneille, tworzyli dzieła w ramach obu nurtów. Pod koniec wieku w literaturze zaznacza się prąd myślowy, który jest początkiem oświecenia (Siècle des Lumières). Członkowie tego ruchu nazywani są Lumières – należał do nich między innymi Jean de La Bruyère. Innymi wielkimi twórcami tej epoki są Corneille, Jean Racine, Molière, Pascal, La Rochefoucauld, La Fontaine, Nicolas Boileau, Madame de La Fayette, Markiza de Sévigné oraz kardynał Jean-François Paul de Gondi.

### Osiemnastowieczna literatura francuska
Wiek XVIII nazywany jest siècle des Lumières – wiekiem oświecenia. Osiemnastowieczna literatura francuska jest zwrotem w kierunku rozumu i rozsądku. Oświecenie to prąd w literaturze i nauce, który rozwijał się w całej Europie. We Francji jego obecność była szczególnie widoczna, czego przykładem jest działalność encyklopedystów. Najważniejszymi francuskimi filozofami wieku oświecenia byli: Voltaire, Jean-Jacques Rousseau, Denis Diderot i Montesquieu.

### Dziewiętnastowieczna literatura francuska
Wiek XIX to dla Francji okres rozwoju powieści. Równocześnie jest czasem niezwykłego eklektyzmu na scenie literackiej. Najważniejszymi prądami, jakie można zaobserwować, były: romantyzm, realizm, naturalizm oraz symbolizm.
Pejzaż artystyczny tego okresu jest bardzo bogaty. Na ten czas przypada rozwój powieści realistycznej oraz naturalistyczna. Najważniejszym przedstawicielem realizmu jest Emil Zola. Stworzył on monumentalne dzieło Les Rougon-Macquart – zbiór dwudziestu powieści opisujących dzieje jednego rodu. Do ważnych postaci należy również Balzac (powieść realistyczna), Flaubert, Dumas, Hugo, Verne, Maupassant czy Stendhal.
W XIX wieku następuje także rozkwit poezji. To szczególny czas dla twórczości tzw. poetów wyklętych (fr. poètes maudits). Do tego grona należą Verlaine, Rimbaud czy Baudelaire.
Twórczość tego okresu jest w wielu aspektach przełomowa.
- François-René de Chateaubriand (1768–1848)
- Benjamin Constant (1767–1830)
- Alphonse de Lamartine (1790–1869)
- Alfred de Musset (1810–1857)
- Victor Hugo (1802–1885)
- Gérard de Nerval (1808–1855)
- George Sand (1804–1876)
- Stendhal (1783–1842)
- Honoré de Balzac (1799–1850)
- Gustave Flaubert (1821–1880)
- Alexandre Dumas (ojciec) (1802–1870)
- Alexandre Dumas (syn) (1824–1895)
- Jules Verne (1828–1905)
- Paul Verlaine (1844–1896)
- Stéphane Mallarmé (1842–1898)
- Arthur Rimbaud (1854–1891)
- Jules Laforgue (1860–1887)
- Comte de Lautréamont (1846–1870)
- Charles Baudelaire (1821–1867)
- Émile Zola (1840–1902)
- Guy de Maupassant (1850–1893)
- Eugène Sue (1804–1857)
- Prosper Mérimée (1803–1870)
- Charles-Augustin Sainte-Beuve (1804–1869)
- Ernest Renan (1823–1892)
- Théophile Gautier (1811–1872)
- Sully Prudhomme (1839–1907)
- Jules Amédée Barbey d’Aurevilly (1808–1889)

### Dwudziestowieczna literatura francuska
Wiek XX w literaturze francuskiej naznaczony był w znacznym stopniu przez I i II wojnę światową, doświadczenie faszyzmu, nazizmu oraz komunizmu, a także dekolonizacji. Dla rozwoju literatury istotne było również pojawienie się wydań kieszonkowych, a także rosnąca popularność kina i telewizji.
Na gruncie prądów artystycznych można zaobserwować zmianę paradygmatu. Doświadczenie jednostkowe zaczęło wypierać tzw. wielkie tematy, np. politykę. Osłabło również znaczenie prądów i grup artystycznych. Kluczowym pojęciem dla tego okresu jest tzw. nowa powieść (fr. nouveau roman), która nazywana jest również literaturą potencjalną.
W poezji tego okresu kluczowe nurty to: symbolizm, dekadentyzm, surrealizm.
- Marcel Achard (1899–1974)
- Émile Chartier, pseud. Alain (1868–1951)
- Alain-Fournier (1886–1914)
- Jean Anouilh (1910–1987)
- Guillaume Apollinaire (1880–1918)
- Louis Aragon (1897–1982)
- Raymond Aron (1905–1983)
- Fernando Arrabal (1932–)
- Marcel Aymé (1902–1967)
- Gaston Bachelard (1884–1962)
- Henri Barbusse (1873–1935)
- Georges Bataille (1897–1962)
- René Barjavel(inne języki) (1911–1985)
- Jean Baudrillard (1929–2007)
- Jean Hervé-Bazin, pseud. Hervé Bazin (1911–1996)
- Simone de Beauvoir (1908–1986)
- Samuel Beckett (1906–1989)
- Henri Bergson (1859–1941)
- Georges Bernanos (1888–1948)
- Tristan Bernard (1866–1947)
- Pierre Boileau (1906–1989) i Thomas Narcejac (1908–1998) ps. Boileau-Narcejac(inne języki)
- Pierre Boulle (1912–1994)
- Paul Bourget (1852–1935)
- Georges Brassens (1921–1981)
- André Breton (1896–1966)
- Michel Butor (1926–2016)
- Albert Camus (1913–1960)
- François Cavanna(inne języki) (1923–2014)
- René Char (1907–1988)
- Paul Claudel (1868–1955)
- Jean-Marie Gustave Le Clézio (1940–)
- Jean Cocteau (1889–1963)
- Sidonie-Gabrielle Colette, ps. Colette (1873–1954)
- Robert Desnos (1900–1945)
- Philippe Djian (1949–)
- Maurice Druon (1918–2009)
- Eugène Grindel, pseud. Paul Eluard (1895–1952)
- Louis-Ferdinand Céline (1894–1961)
- Anatole France (1844–1924)
- Romain Kacew, pseud. Romain Gary lub Emile Ajar (1914–1980)
- Jean Genet (1910–1986)
- André Gide (1869–1951)
- Jean Giraudoux (1882–1944)
- René Goscinny (1926–1977)
- Michel Houellebecq (1958–)
- Eugène Ionesco (1912–1994)
- André Malraux (1901–1976)
- François Mauriac (1885–1970)
- Frédéric Mistral (1830–1914)
- Henry Millon de Montherlant (1896–1972)
- Jean-Luc Nancy (1940–2021)
- Amélie Nothomb (1967–)
- Marcel Pagnol (1895–1974)
- Georges Perec (1936–1982)
- Jacques Prévert (1900–1977)
- Marcel Proust (1871–1922)
- Raymond Queneau (1903–1976)
- Raymond Radiguet (1903–1923)
- Alain Robbe-Grillet (1922–2008)
- Romain Rolland (1866–1944)
- Jules Romains (1885–1972)
- Françoise Quoirez, pseud. Françoise Sagan (1935–2004)
- Antoine de Saint-Exupéry (1900–1944)
- Jean-Paul Sartre (1905–1980)
- Claude Simon (1913–2005)
- Paul Valéry (1871–1945)
- Boris Vian (1920–1959)